# Сулковский, Антоний Павел
Князь Антоний Павел Сулковский (31 декабря 1785, Лешно — 13 апреля 1836, Рыдзына) — польский военный деятель, 4-й ординат Сулковской ординации (1796—1836), полковник пехоты Варшавского герцогства (1807), бригадный генерал (1812), дивизионный генерал и генерал-адъютант (1815—1818).

## Биография
Представитель княжеского рода Сулковских герба Сулима. Сын последнего воеводы калишского князя Антония Сулковского (1735—1796) и Каролины фон Литц.
В 1796 году после смерти своего отца Антония Сулковского унаследовал Рыдзынскую ординацию Сулковских. Антоний Павел Сулковский начал свою военную службу в 1806 году, когда он за свой счет сформировал познанский пехотный полк, став его командиром. В составе французской армии участвовал в военной кампании в Польше в 1806—1807 годах. Антоний Павел Сулковский принял участие в осаде французской армией Гданьска и Колобжега. В 1808—1809 годах — сражался в Испании.
В 1810 году князь Антоний Павел Сулковский получил чин бригадного генерала. В 1812 году во время войны Наполеона с Россией был назначен командиром бригады кавалерии в 5-м корпусе князя Юзефа Антония Понятовского. В том же 1812 году генерал Антоний Сулковский вошел в состав Генеральной конфедерации Королевства Польского, созданной Наполеоном Бонапартом.
В 1813 году во время военных действий в Германии дивизионный генерал князь Антоний Сулковский командовал дивизией в 4-м кавалерийском корпусе под командованием Михаила Сокольницкого, который входил в состав польского корпуса Юзефа Понятовского. В октябре 1813 года после смерти Юзефа Понятовского генерал Антоний Сулковский ушел в отставку и вернулся в Польшу.
Князь Антоний Сулковский поселился в своей Рыдзынской резиденции и участвовал в политической жизни Польши. В 1827 и 1830 годах дважды избирался маршалком Великого сейма в Познанском великом княжестве.
Член масонской ложи с 1820 года.
Награды:
- Орден Святого Губерта (Курфюршество Бавария, 1805)[2]
- Орден «Virtuti militari», рыцарский крест (Варшавское герцогство, 1808)[3]
- Королевский орден Испании, рыцарский крест (Королевство Испания, 1810)[3]
- Королевский орден Обеих Сицилий, большой крест (Неаполитанское королевство, 1813)[3]
- Орден Красного орла 1-й степени (Королевство Пруссия)
- Орден Почётного легиона, офицер (Французская империя, 1812)[3]
- Орден Почётного легиона, кавалер (Французская империя, 1807)[3]

## Семья и дети
В 1808 году Антоний Павел Сулковский женился на Еве Кицкой (1786—1824), от брака с которой имел трёх дочерей и одно сына:
- Елена Сулковская (1812—1900), жена с 1833 года графа Генриха Потоцкого (1811—1872)
- Ева Сулковская (1814—1881), жена с 1838 года графа Владислава Потоцкого (1815—1855)
- Тереза Сулковская (1815—1889), жена с 1840 года графа Генриха Водзицкого (1813—1884)
- Август Сулковский (1820—1892), 5-й ординат Рыдзынский